# Karahayıt
Karahayıt ist eine Kleinstadt im Landkreis Denizli der gleichnamigen türkischen Provinz. Karahayıt liegt etwa 28 km nördlich der Provinzhauptstadt Denizli. Karahayıt hatte laut der letzten Volkszählung 1.022 Einwohner (Stand Ende Dezember 2010).
Das Verwaltungsgebiet von Karahayıt gliedert sich in zwei Stadtteile, Beyazıt Mahallesi und Fatih Mahallesi, die jeweils von einem Muhtar verwaltet werden.

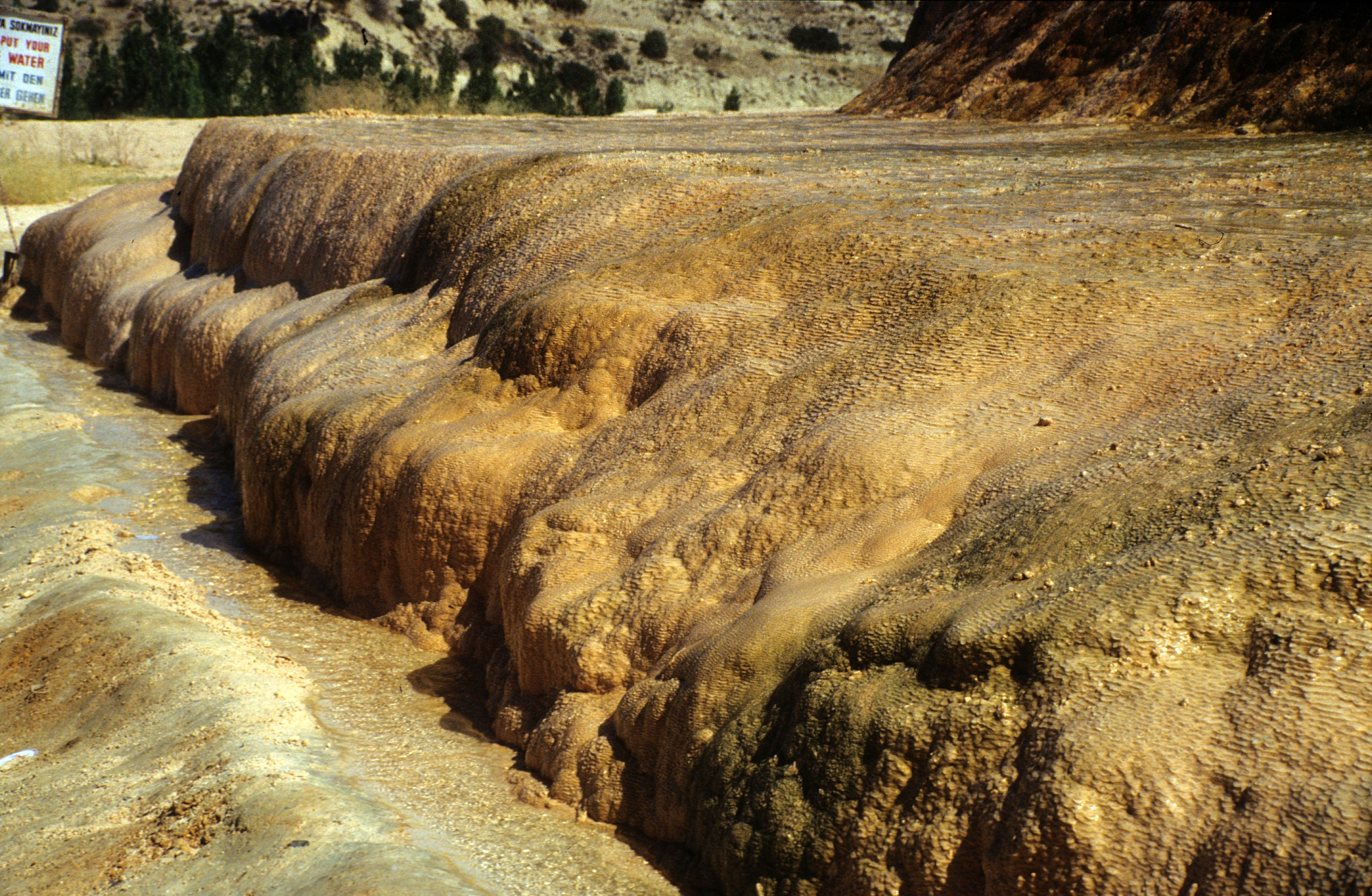
Ablagerungen

Karahayıt ist bekannt durch die Rote Quelle (türkisch Kırmızı su), deren stark eisenhaltiges Wasser einige Felspartien mit rötlichen Ablagerungen überzieht und dem heilende Wirkungen nachgesagt werden. Die Fläche der Anlage, in der sich die Rote Quelle befindet, beträgt etwa 500 Quadratmeter. Die Temperatur des ausgeschütteten Thermalwassers beträgt ca. 60 °C. Außerdem ist die Rote Quelle im Wappen der Kleinstadt abgebildet.